# Ravnholt

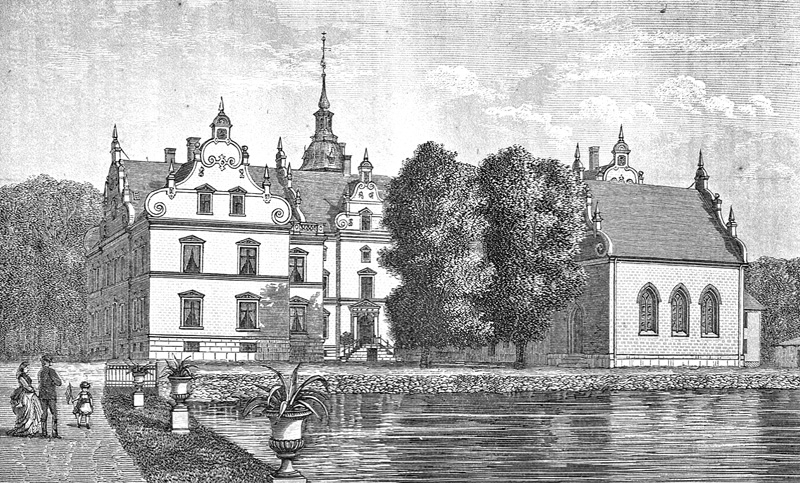
Ravnholt omkring 1870

Ravnholt är ett slott i Herrested sogn, Vindinge Herred.
Ravnholt omtalas i skriftliga källor första gången 1365, och tillhörde från omkring 1400 släkten Bild. Bland byggnadernas mer betydelsefulla ägare märks Holger Rosencrantz och Henrik Holck. Huvudbyggnaden uppfördes i början av 1600-talet. Flygeln med slottskapellet uppfördes 1737. Slottet genomgick en renovering med ombyggnad 1864-1870.